# Macka Diamond
Charmaine Munroe (Kingston, 1971), conocida como Macka Diamond, es una cantante, dj y escritora jamaiquina. 

## Biografía
Nació en Kingston y se crio en Portmore. Fue influenciada por otras artistas femeninas como Mama Nancy, Lady Ann, Lady Junie y Lady G, que era grande en ese momento. Con Junie, ella tuvo la oportunidad de grabar "Don Girl". Después de una serie de canciones, incluyendo colaboraciones con el capitán Barkey y Mimbre, cambió su nombre por el de Macka Diamond con su disco de 2003 "Tek Con", un disco de protesta a la pista chovinista de Vybz Kartel "Tek Buddy". Ella lanzó un nuevo álbum llamado "Don't Disturb Mi" el 7 de febrero de 2012 bajo Money Ooh Productions.

## Discografía

### Álbumes
- 2006, Money-O(LP, Album), Greensleeves Records
- 2012, "Don't Disturb Mi", Money Ooh Productions/VPAL

### Canciones
- Tekk Con(7") (2003), G-String Production
- Capleton / Macka Diamond - Mi Ready?(2 versions)(2004), Big Jeans Records
- Mi Ready (7") (2004), Big Jeans Records
- Macka Diamond / Danny English - Move Up Time / Nah Fight (7")  (2004), Juke Boxx Productions
- Move Up Time / Nah Fight (7")(2004) , Juke Boxx Productions
- Chase Money(7") (2004), Mad House
- Macka Diamond / Kip Rich* - Mr. Tecki Back / Baby Song (7") (2004), Echo (2)
- Done Already(7")(2004) ,	Echo (2)
- Makka Diamond* / Chico (2) - Buddy / Never Yet (7") (2004), Champagne International Records
- Macka Diamond / Round Head - Try Wid Him / U Man Want Yu (7") (2004),  Don Corleon Records
- Macka Diamond / Danny English - Stop Watch Me / All About Us (7", Single) (2004), Big Yard Music Group Ltd., Big Yard Music Group Ltd.
- Blacker Ranks* / Macka Diamond - Your Life / Know Yu Fren (7") (2004), Kings of Kings
- Mr.Tecki Black / Military Riddim(7")(2004) , Birchill Records
- Macka Diamond / Rdx - Comfortable / Get Krunk (7") (2005), FIP Records
- Gregory Isaacs & Macka Diamond - Number One (7") (2005), Ball A Fire Muzik
- Macka Diamond & Marlene (5) / Lady Empress - Money Oh / Bashment Girl (7") (2005), South Rakkas Crew
- Makka Diamond* & Vybz Kartel - Look Big (7") (2005), Don Corleon Records
- Hoolla Hoop ?(2 versions)(2006), 	Hands & Heart
- Hoolla Hoop (7")  (2006), Hands & Heart
- Hoola Hoop (12", Promo, S/Sided, Red) (2007), Greensleeves Records
- Angel (53) / Macka Diamond - Good Girl / Independent (7") (2006), Reggae Republic
- Gangster Wife (7")(2007) ,	Juke Boxx Productions
- Macka Diamond / Zumjay - Nuff Cash / Pimpers Paradise (7") (2007), Gravi-T Music
- Queen Paula / Macka Diamond - Nuff Gal A Sleep Outa Road 2nite (7") (2007), Blaque Warriahz Muzik
- Money Money (7")(2008), 	M Bass Productions
- Makka Diamond* / Timberly - Dem A Talk / Matey (7") (2008) , Jam II Records
- Mykal Rose* Feat. Mitch (3) & Cali P* / Macka Diamond - Mr. Collie (Rmx) / We're Flossing (7") (2009), Food Palace Music
- Mykal Rose* Feat. Mitch (3) & Cali P* / Macka Diamond - Mr. Collie (Rmx) / We're Flossing (7") (2009), Food Palace Music

## Libros
- The Real Gangster Wife
- Bun Him
- Naughty or Nice?
- Grown and Sexy